# Flughafen Moskau-Domodedowo

i7
i11
i13
Der Flughafen Domodedowo (russisch Домодедово, IATA-Code: DME, ICAO-Code: UUDD) ist der zweitgrößte Flughafen der russischen Hauptstadt Moskau. Er liegt südlich der Metropole, 35 Kilometer vom Stadtzentrum und 22 Kilometer von der Moskauer Ringautobahn MKAD entfernt, nahe der gleichnamigen Stadt. Die Höhe über dem Meeresspiegel beträgt 181 m.
Ursprünglich hauptsächlich für den Inlandsflugverkehr bestimmt, haben wegen zunehmender Probleme auf dem größten Flughafen Moskaus, Scheremetjewo, zahlreiche Gesellschaften ihre Moskauer Flüge nach Domodedowo verlegt. Die private Betreibergesellschaft verfolgt das Konzept eines modernen Flughafens mit westlichen Standards.
Am 24. Januar 2011 war der Flughafen Ziel eines terroristischen Anschlags.
Eigentümer des Flughafens war das russische Unternehmen East Line Group, dessen Eigentümer Dmitriy Kamenshchik ist. 2025 wurde der Flughafen wegen der ausländischen Pässe der Eigentümer an den Staat übertragen.

## Kapazität

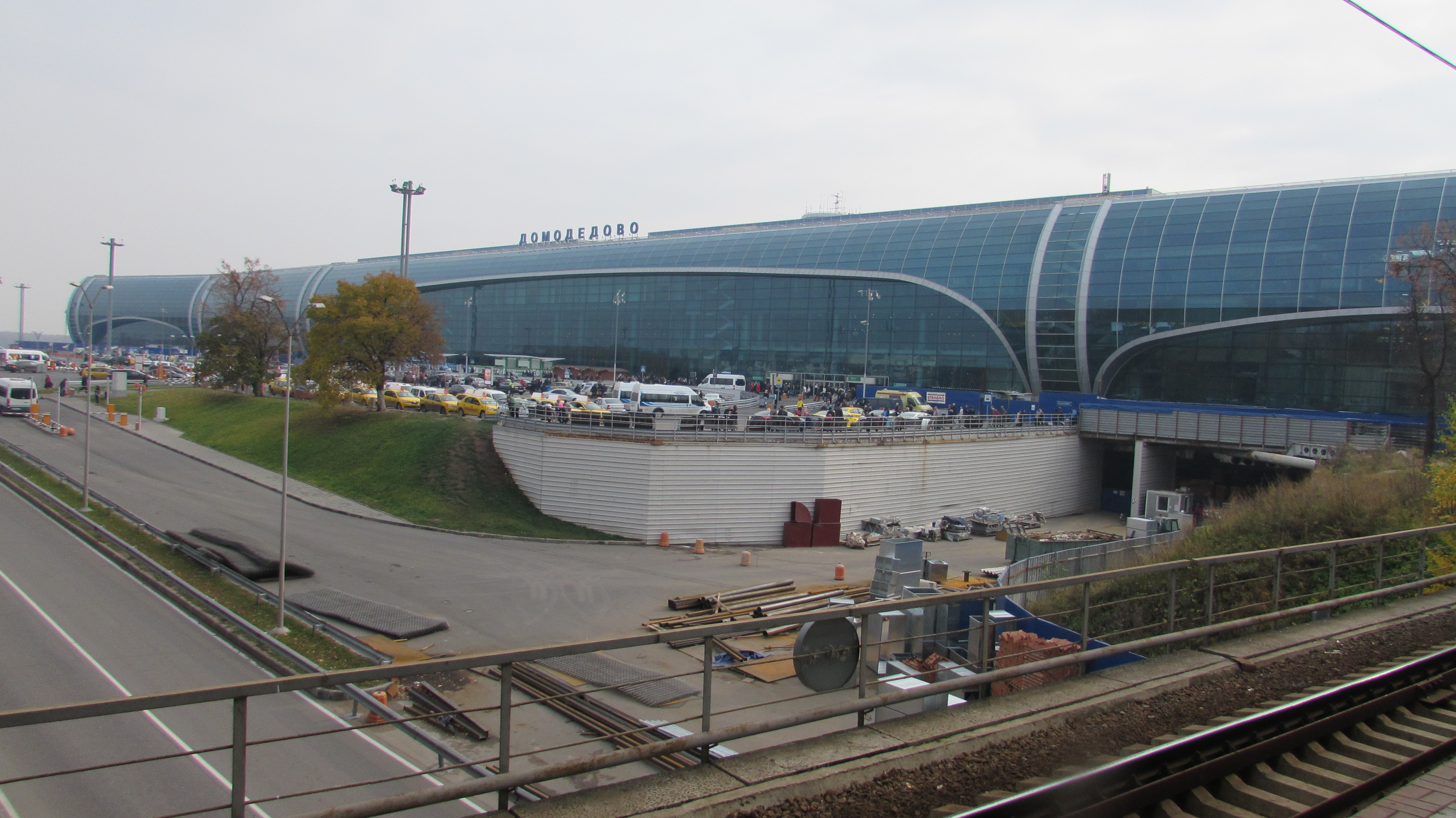
Ansicht 2014

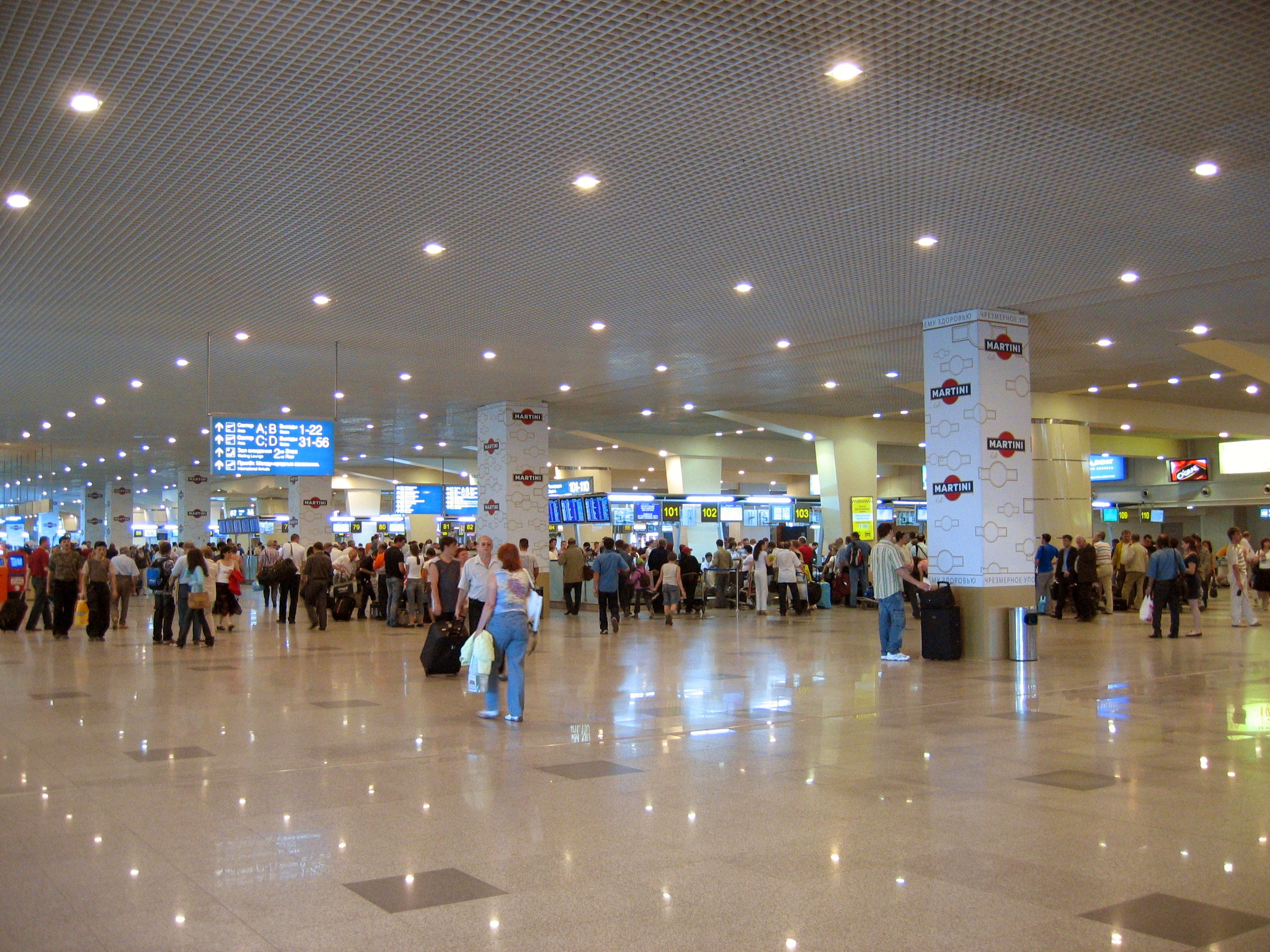
Innenansicht des Terminals

Im Jahr 2017 flogen über 30 Millionen Passagiere über Domodedowo. Damit ist Domodedowo der zweitpopulärste Moskauer Flughafen, nach Scheremetjewo und vor Wnukowo. Betrieben wird der Flughafen von der Firma East Line, die den Flughafen für 75 Jahre gemietet hat. East Line gehören die zwei Terminals und diverse andere Anlagen. Nur das Flugfeld bleibt unter staatlicher Kontrolle.
2006 wurde das Terminal in ein nationales und ein internationales Terminal geteilt und großzügig ausgebaut. Dadurch stieg die Kapazität von 14 Millionen Passagieren auf 21 Millionen.  Neben den beiden Terminals gibt es noch Vorfeldstellplätze für Flugzeuge, zu denen man mit Neoplan- oder Cobus-3000-Flughafentransportbussen gefahren wird.
Es gibt zwei im Parallelbetrieb anzufliegende Start- und Landebahnen, 3000 und 3800 m lang. In den Flächennutzungsplänen ist Raum für sechs weitere Landebahnen ausgewiesen. Pro Stunde können insgesamt bis zu 70 Starts und Landungen am Flughafen abgewickelt werden.

## Anschlag im Januar 2011
Am 24. Januar 2011 kam es um 16:32 Uhr Ortszeit im Bereich des Flughafenterminals zu einer Explosion, bei der 35 Menschen getötet und 170 Personen verletzt wurden. Offenbar handelte es sich um einen Selbstmordanschlag.

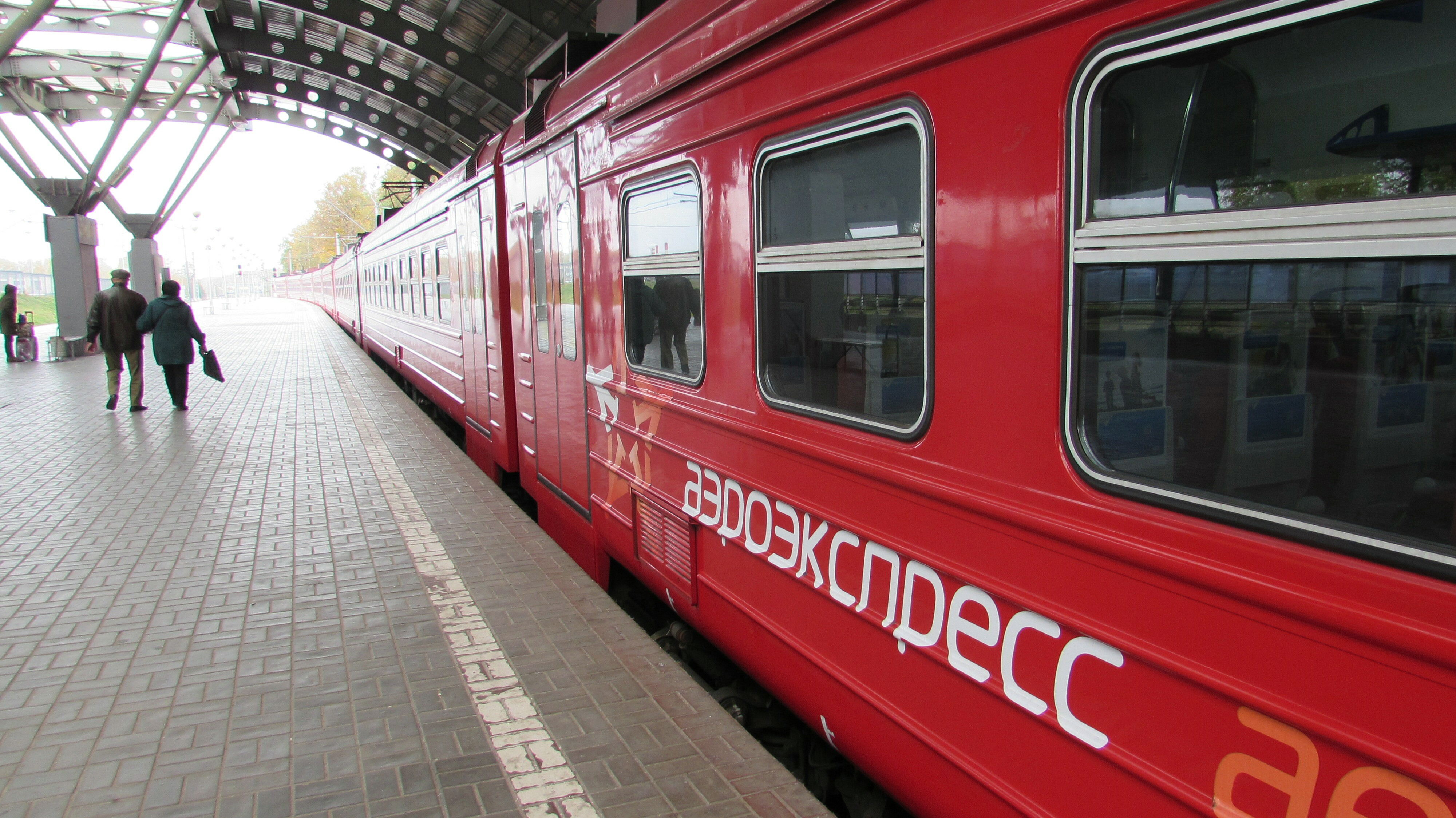
Der Aeroexpress vor der Abfahrt zum Pawelezer Bahnhof

## Verkehrsanbindung
- Die schnellste Verbindung ist der Aeroexpress-Zug, der im 30-Minuten-Takt zum Bahnhof Domodedowo (nicht alle Züge halten hier), anschließend zum Bahnhof Werchnije Kotly mit Anschluss an den Moskauer Eisenbahnring und schließlich zum Pawelezer Bahnhof fährt. Die Fahrzeit beträgt 49 Minuten.[8] Die Aeroexpress-Züge verbinden die Moskauer Flughäfen mit Moskau und ermöglichen so auch Wechsel zwischen den Flughäfen.[9]
- Die Fahrt mit dem normalen Vorortzug dauert etwa 80 Minuten, es existiert kein Taktfahrplan.
- Busse und Sammeltaxis fahren von der Metrostation Domodedowskaja der „grünen“ Samoskworezkaja-Linie zum Flughafen.
- Der Flughafen ist über einen als Autobahn ausgebauten Nebenzweig der russischen Fernstraße M4 zu erreichen.

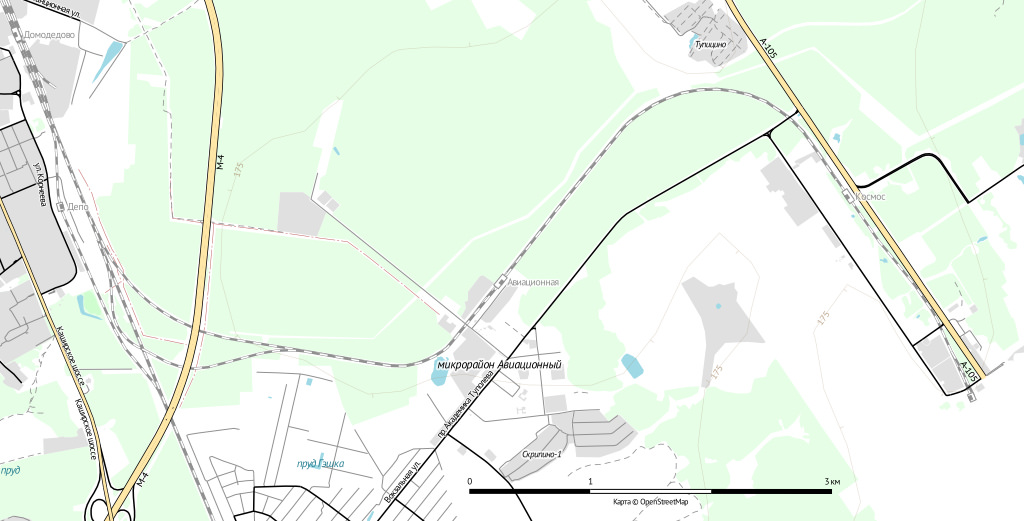
Eisenbahnlinie zum Flughafen

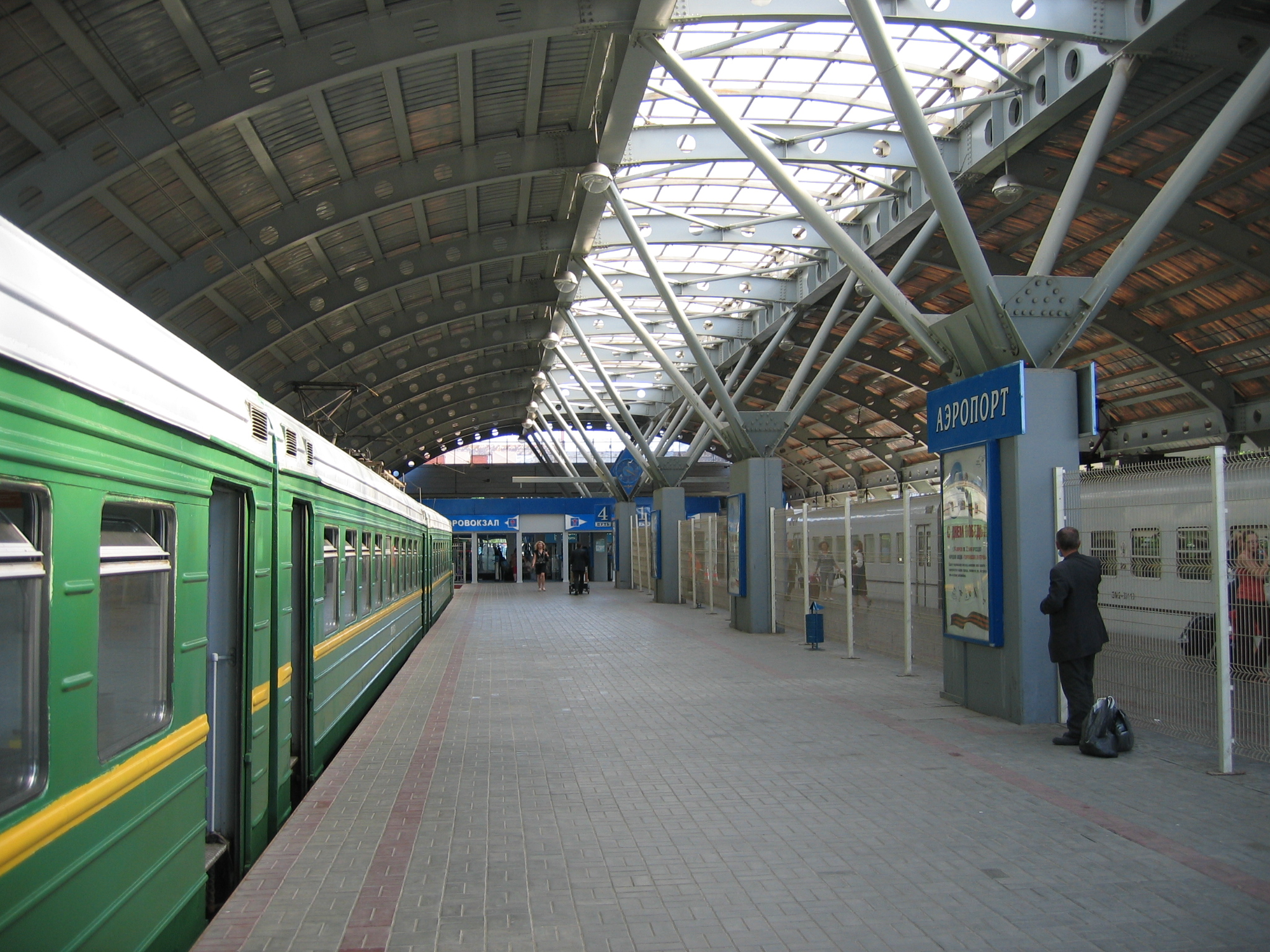
Der Flughafenbahnhof

## Abstellplatz für Flugzeuge
Zwischen den beiden Rollfeldbahnen in südöstlicher Richtung vom Abfertigungsgebäude sind sehr viele russische Verkehrsflugzeuge älterer Bauart, teilweise schon ausgeschlachtet (Triebwerke, Türen und verschiedene wiederverwendbare Ersatzteile ausgebaut), abgestellt. Viele von ihnen stammen von nicht mehr existierenden Fluggesellschaften wie Domodedovo Airlines oder AiRUnion.
Aber auch heute noch existierende russische Airlines stellen ausgemusterte Luftfahrzeuge dort ab. Die russische Fluggesellschaft Transaero musterte 2013 alle Flugzeuge vom Typ Boeing 747-200/-300 aus. Manche von ihnen wurden dort abgestellt.
Einige Flugzeuge, die dort abgestellt wurden, sind:
- Iljuschin Il-18D (ohne Kennzeichen)
- Antonow An-10 (ex. Aeroflot)
- Boeing 757-200 (AiRUnion, VIM)
- Boeing 747-200/-300 (Transaero Airlines)
- Iljuschin Il-62 (versch. Airlines)
- Iljuschin Il-86/Il-96 (Domodedovo Airlines)
- Tupolew Tu-154 (versch. Airlines)

Des Weiteren ist eine Boeing 737-200 südlich von Piste 14L abgestellt. Am Ende der Piste 14L lag lange Zeit das Wrack einer 2010 abgestürzten Tu-154.

## Fluggesellschaften

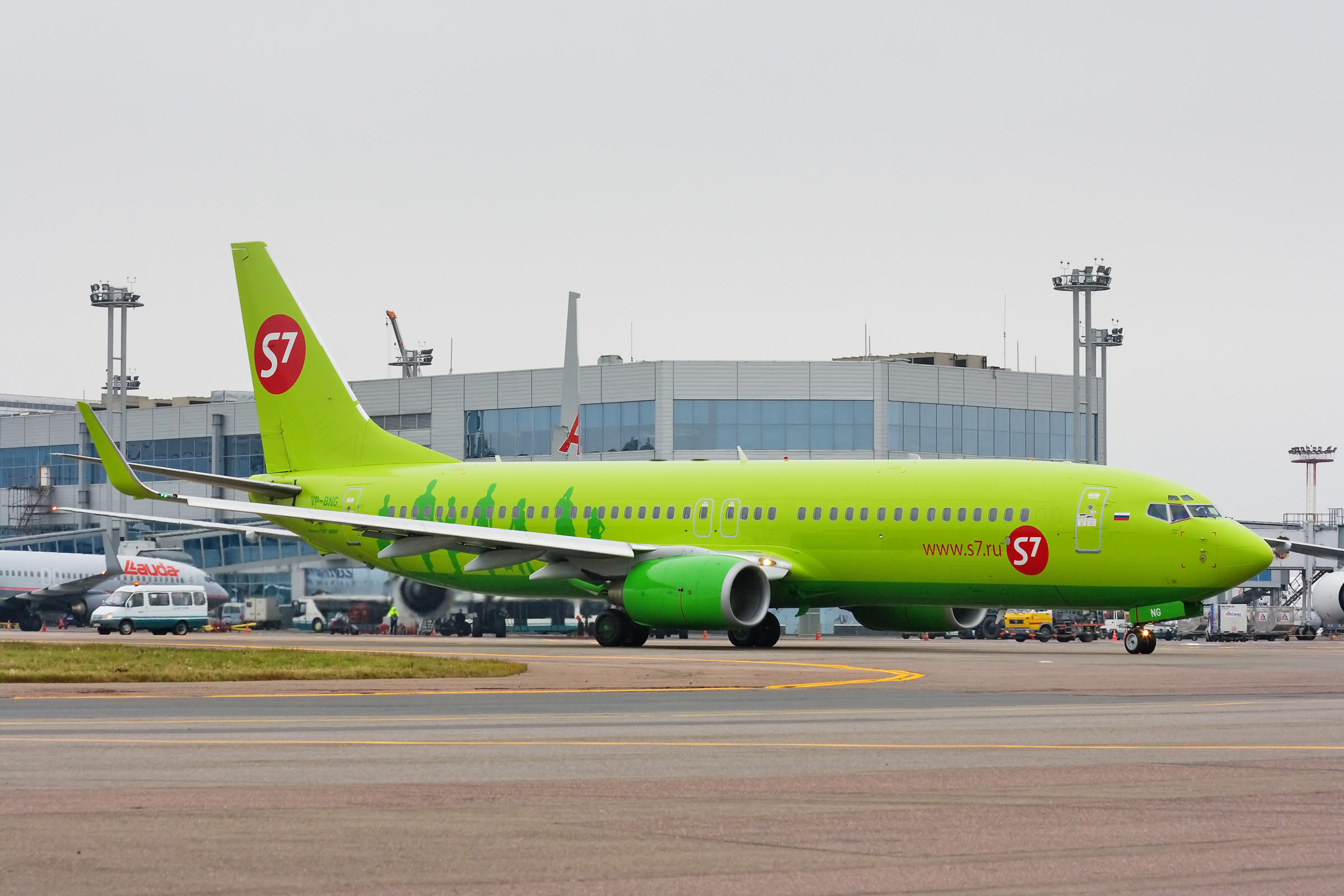
Eine Boeing 737-800 der S7 Airlines am Flughafen Moskau-Domodedowo

Als erste internationale Fluggesellschaft flog die damalige Swissair im Jahr 2001 den Flughafen an. 2006 folgte British Airways. Insgesamt bieten inzwischen weitaus über 80 verschiedene Fluggesellschaften Flüge nach Domodedowo an. Auch die deutsche Lufthansa hatte ihren gesamten Flugbetrieb zum Sommerflugplan 2008 nach Domodedowo verlegt.
Die meisten Flüge bieten S7 Airlines (früher Sibir) an. S7 hat hier ihr Drehkreuz.

## Zwischenfälle
- Am 13. Oktober 1973 kam es an Bord einer Tupolew Tu-104B der sowjetischen Aeroflot (Luftfahrzeugkennzeichen CCCP-42486) im Flug zu einem Ausfall der Künstlichen Horizonte und der Kurskreisel aufgrund eines Stromausfalls. Weil es schon dunkel und wolkig war, verloren die Piloten die räumliche Orientierung; die Maschine stürzte 17 Kilometer nordwestlich des Zielflughafens Moskau-Domodedowo ab. Bei dem Absturz starben alle 122 Personen an Bord der Maschine, acht Besatzungsmitglieder und 114 Passagiere (siehe auch Aeroflot-Flug 964).[11]
- Am 5. Dezember 1999 stürzte ein Frachtflugzeug des Typs Iljuschin Il-114T der Tashkent Aircraft Production Corporation (Luftfahrzeugkennzeichen UK-91004) beim Start vom Flughafen Moskau-Domodedowo zu einem Flug nach Taschkent ab. Eine starke Windböe verkeilte das Ruder, während die Maschine zur Startlinie rollte, wodurch die Besatzung Schwierigkeiten hatte, die Maschine auf Kurs zu halten. Trotzdem entschied sich der Kapitän zum Start. Unmittelbar nach dem Abheben gierte die Maschine nach links, kollidierte mit einer Mauer und ging in Flammen auf. Fünf der sieben Besatzungsmitglieder starben (siehe auch Flugunfall einer Iljuschin Il-114 bei Moskau 1999).[12]